# Armies of Exigo
Armies of Exigo est un jeu vidéo de stratégie en temps réel (STR) développé par Black Hole Entertainment et publié par Electronic Arts le 30 novembre 2004. Le jeu prend place dans un univers fantastique dans lequel s'affrontent trois factions : les bêtes (bêtes, trolls, ogres, gobelins, reptiliens...), les humains (hommes, elfes, gnomes, ...) et les déchus (elfes noirs, déchus..).
Les créateurs se sont inspirés de jeux tels que Warcraft III pour pouvoir se concentrer sur l'ajout de nouvelles fonctionnalités telles que le combat souterrain.

## Accueil
| Armies of Exigo       |      |       |
| Média                 | Pays | Notes |
| Canard PC             | FR   | 7/10  |
| Computer Gaming World | US   | 4/5   |
| GameSpot              | US   | 67 %  |
| IGN                   | US   | 7/10  |
| Jeuxvideo.com         | FR   | 13/20 |
| Joystick              | FR   | 8/10  |